# Église Saint-Nicolas de Rethel
Pour les articles homonymes, voir église Saint-Nicolas.
L'église Saint-Nicolas est une église catholique de style gothique et baroque située à Rethel, en France.

## Localisation

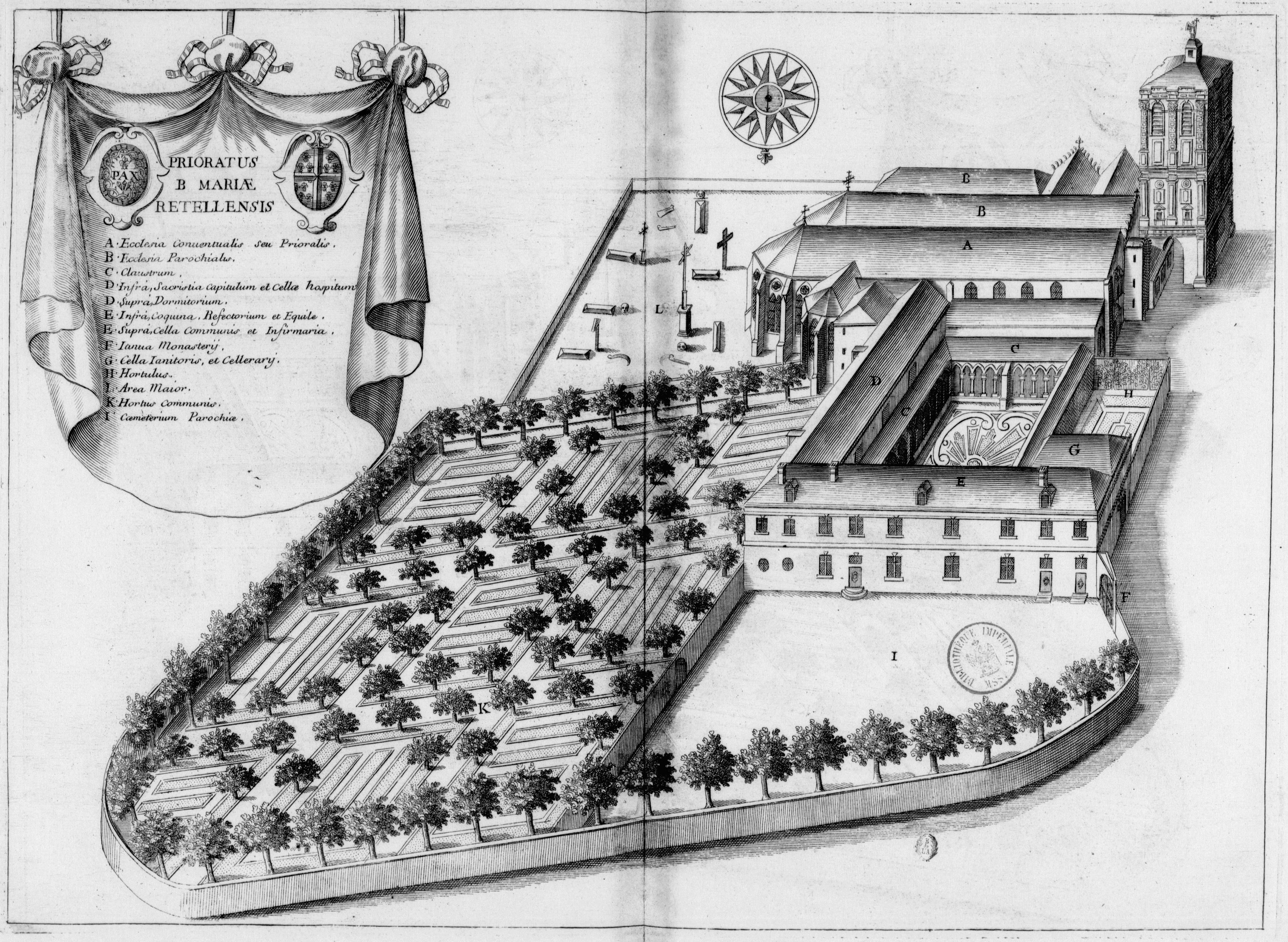
Le prieuré de Rethel.

L'église est située rue Etienne Dolet, au cœur de la commune de Rethel, dans le département français de l'Ardennes.

## Historique

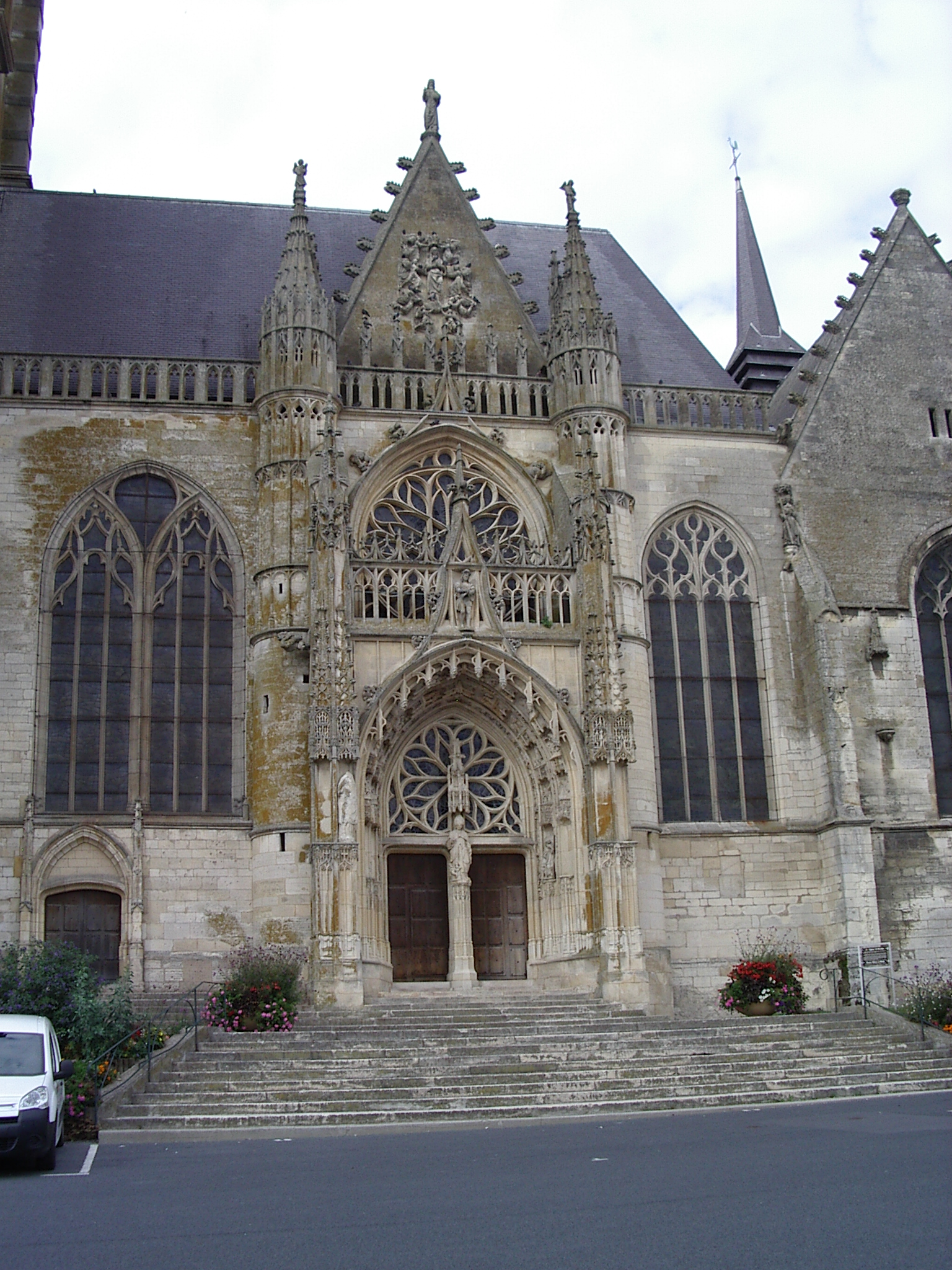
Le portail gothique flamboyant sud.

L'édifice actuel, construit sur des ruines du VIIe siècle, date des XIIIe et XIVe siècles. L'église a été profondément remaniée au cours des siècles. Elle a été détruite lors des Première et Seconde Guerre mondiale et reconstruite laborieusement à chaque fois. Le prieuré étant dissous en 1740, l'église devient entièrement paroissiale.
L'église fut brûlée en 1940 et le 1er janvier 1941, sous l'effet du gel, les voûtes détrempées s'écroulèrent.
Dès 1941 durant la guerre, puis après guerre, les travaux de restauration sont réalisés sous la direction de Monsieur Froidevaux, architecte en chef des Monuments Historiques. Le chantier dura longtemps et la grosse tour carrée de l'église ne retrouva ses cloches qu'en 1962 La toiture du clocher de l'église ne sera totalement refaite (avec sa pointe recouverte d'ardoises) qu'à la fin des années 1960 (en 1969).
L'édifice est classé au titre des monuments historiques en 1846.

## Architecture

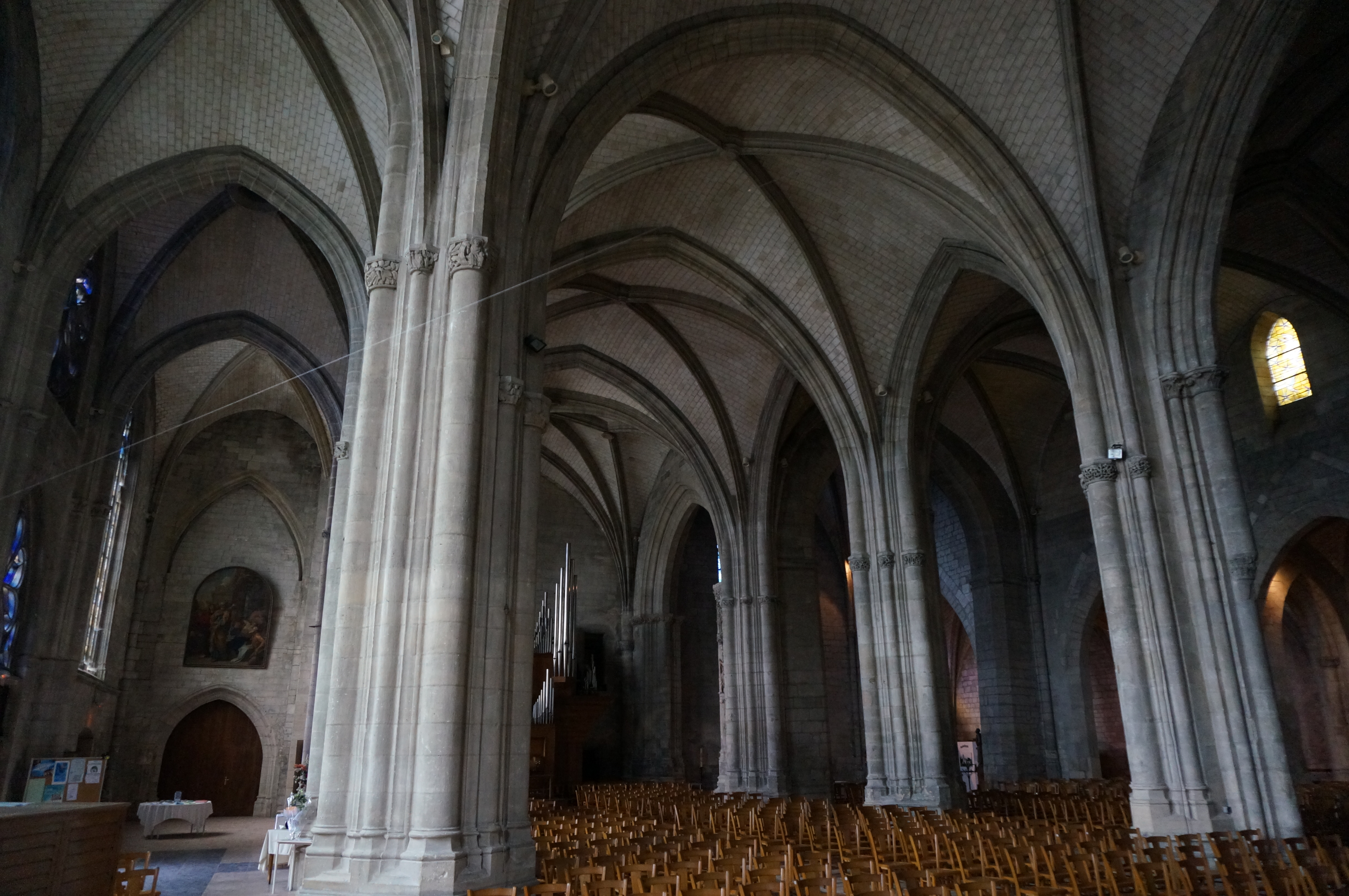
Deux vaisseaux.

L'église comporte quatre vaisseaux, cette double nef évoquant les deux églises dont elle est issue : une église priorale au nord et l'église paroissiale au sud. 
Le prieuré bénédictin fondé en 1108 dépendait de Saint-Remi de Reims et son église fut bâtie en 1279. 
En 1517, un contrat avec Rambaud le Buz était conclu pour l'embellissement de l'église qui passait par l'assimilation de la chapelle Saint-Nicolas de la priorale dans l'église paroissiale. 
En 1512, Jean Bailly de Biermes œuvrait pour l'édification d'un grand portail latéral de style gothique flamboyant qui ouvrait sur la place et fut terminé en 1531. 
La tour carrée dont l'origine remonte à 1614 est haute de 50 mètres et caractérisée par ses étages successifs d'ordres dorique, ionique et corinthien.

## Mobilier

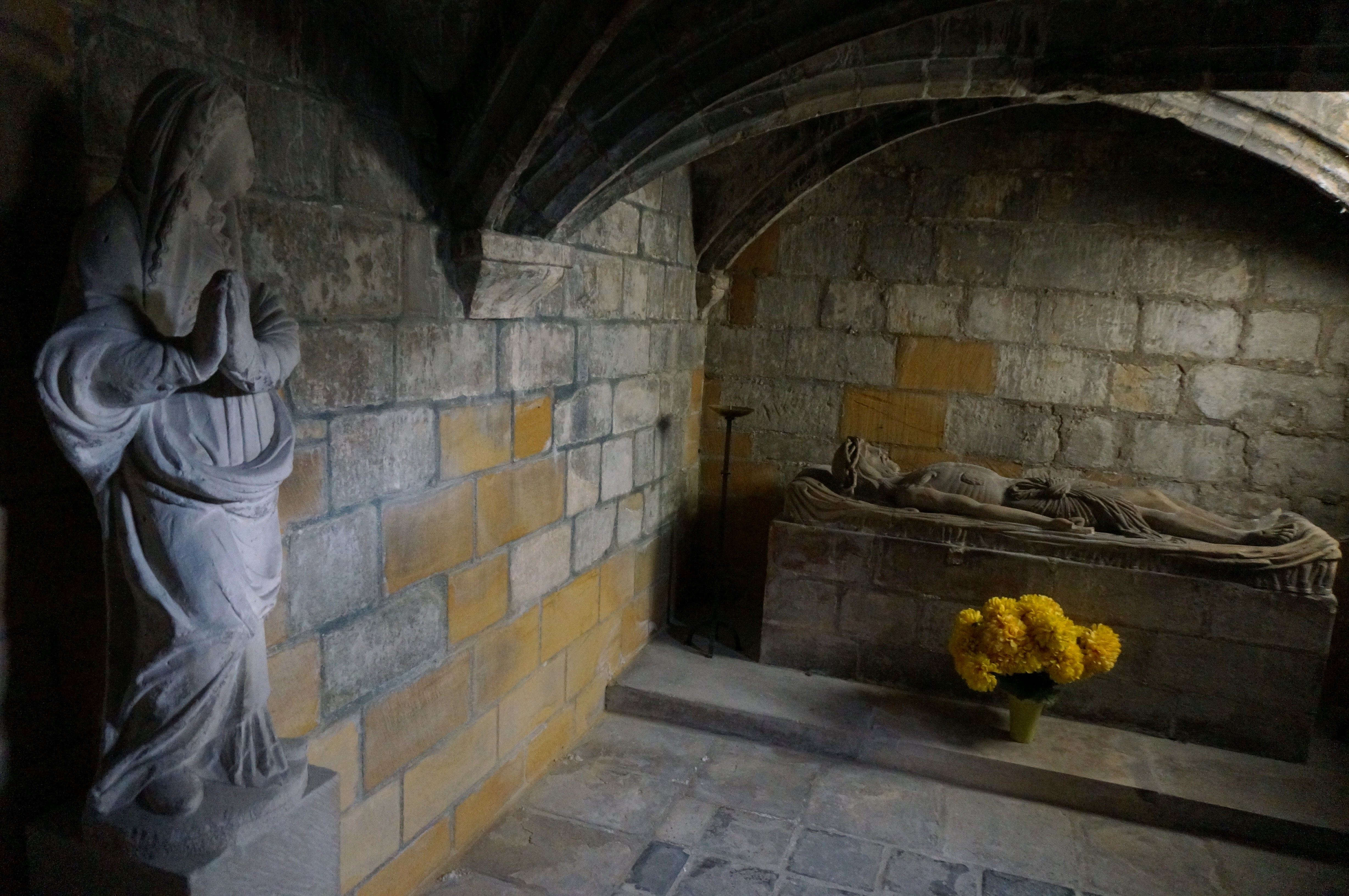
La crypte.

Elle comporte de nombreuses pièces qui sont recensées au patrimoine comme :
- Le gisant de pierre noire de Thomas-Adolphe de Fuchsamberg et de son épouse Marie Robillard. Thomas-Adolphe de Fuchsamberg était seigneur de Vadimont, de Rubigny, acquit les terres de Vrigne-aux-Bois, Tendrecourt et de St-Basle à Marie de Coucy. Il était conseiller du Roi et en 1656, intendant du Rethélois ; en 1661 chevalier de l'ordre de Saint-Michel[3]. En 1683, il devint intendant des places de Champagne et des frontières de Lorrain et Luxembourg.
- Peinture sur toile : La Pêche miraculeuse de Nicolas Wibault ;
- Peinture sur toile : La Guérison du boîteux par saint Pierre ;
- Quatre tableaux de Jacques Wilbault : la Descente de Croix, l'Assomption, la Samaritaine, saint Nicolas[4] ;
- Une statue de Sainte Marguerite ;
- Une statue de Gorgon en pierre polychrome, évêque ;
- Une statue de Sainte Claire en pierre polychrome sous un dais [5] du XVe siècle ;
- Dans la crypte, deux statues de femmes et un Christ au tombeau[6] des XVIe et XVIIe siècles ;
- Une croix  de chemin.

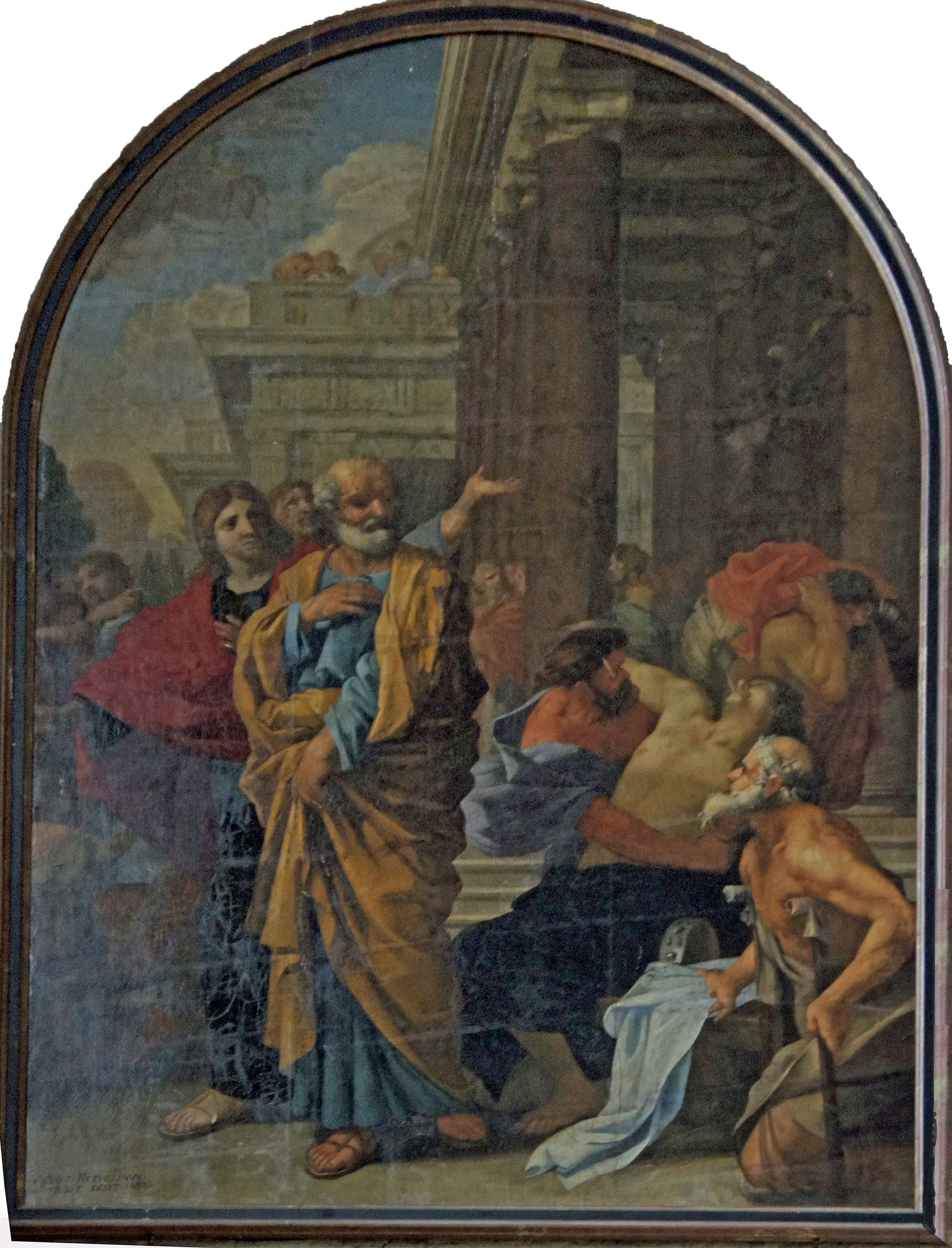
Guerison du boiteux st-Pierre par Wibert.
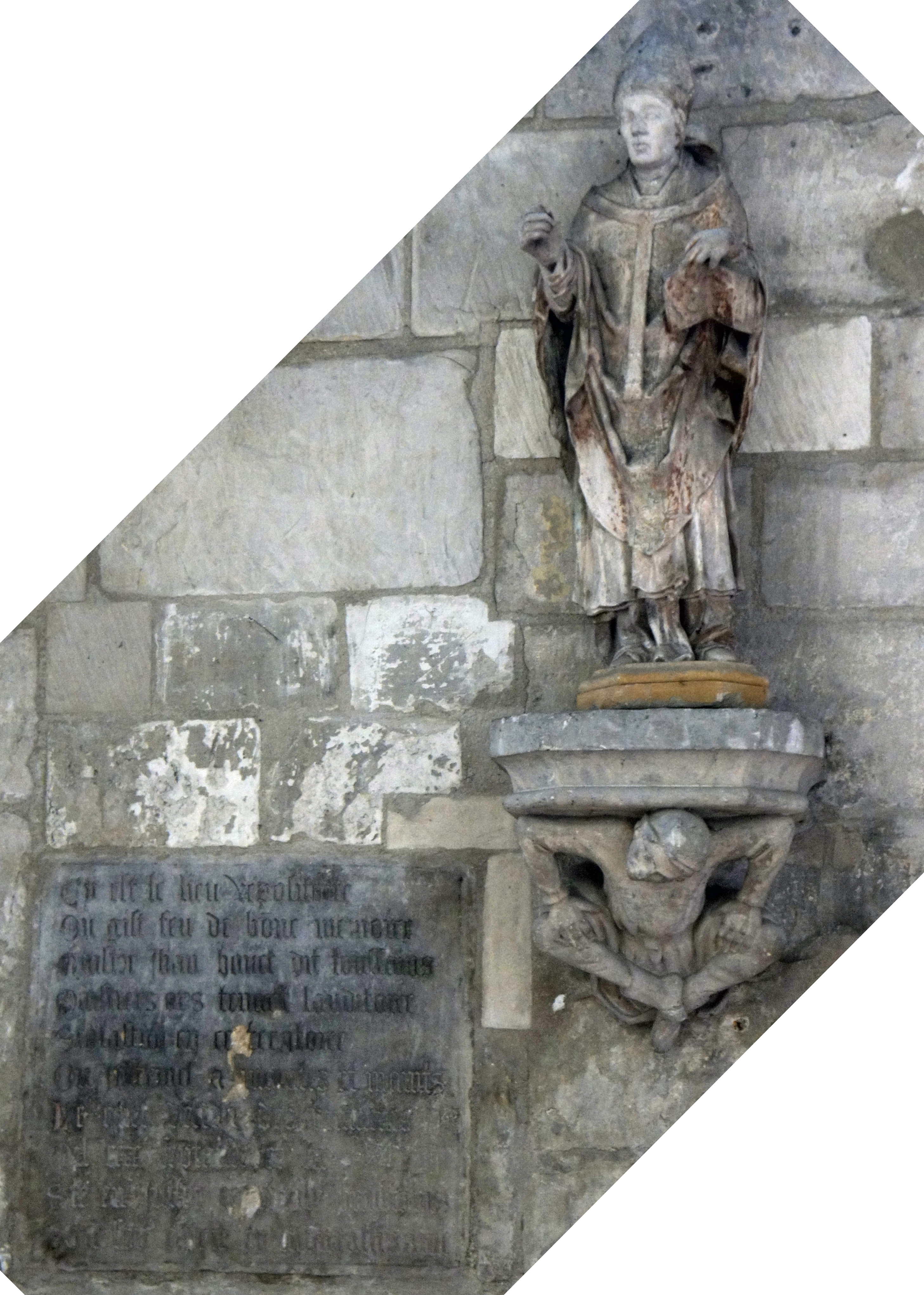
Statue de Gorgon et dédicace.
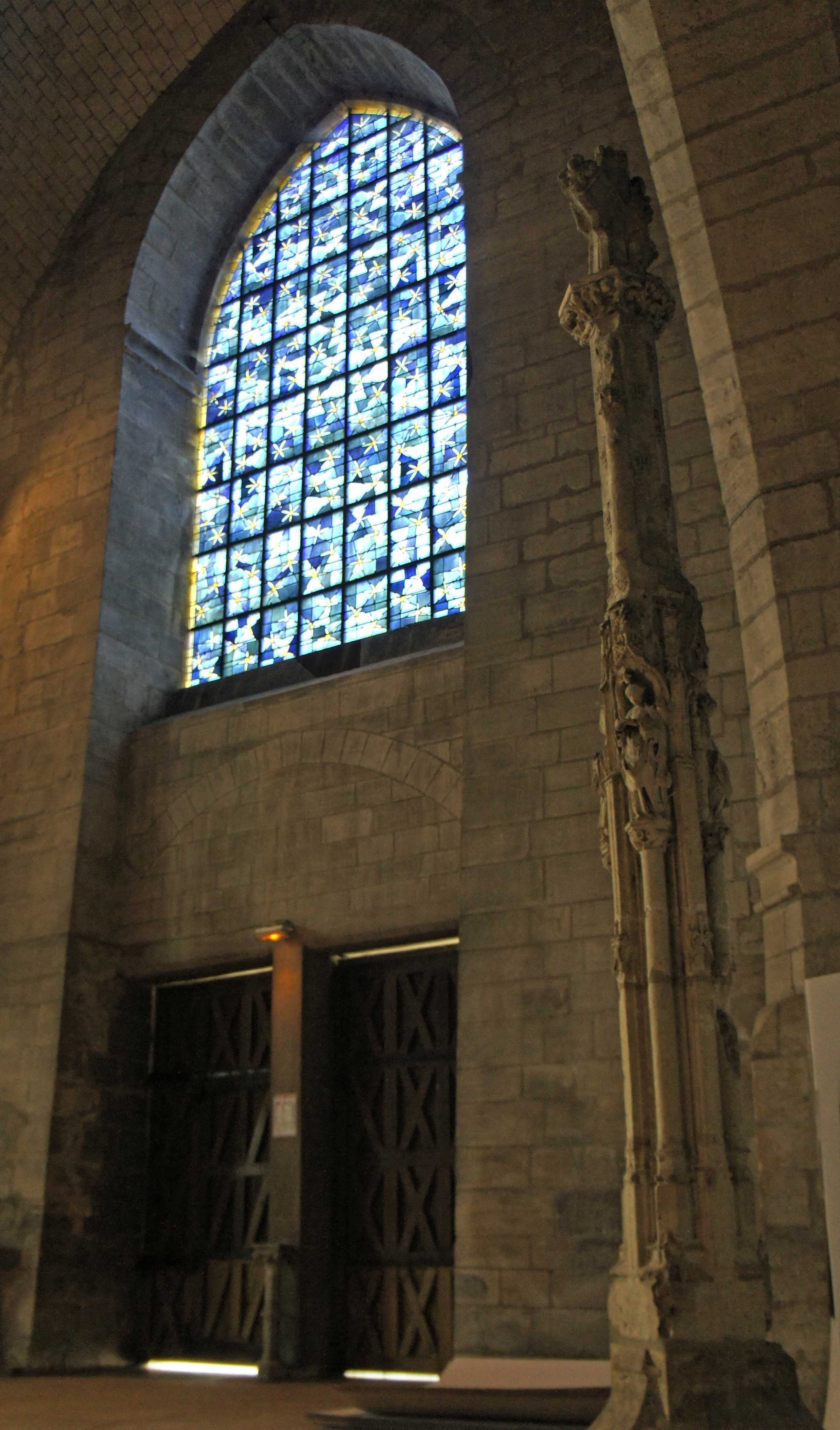
portail occidental de l'ancienne église priorale et la croix de chemin.
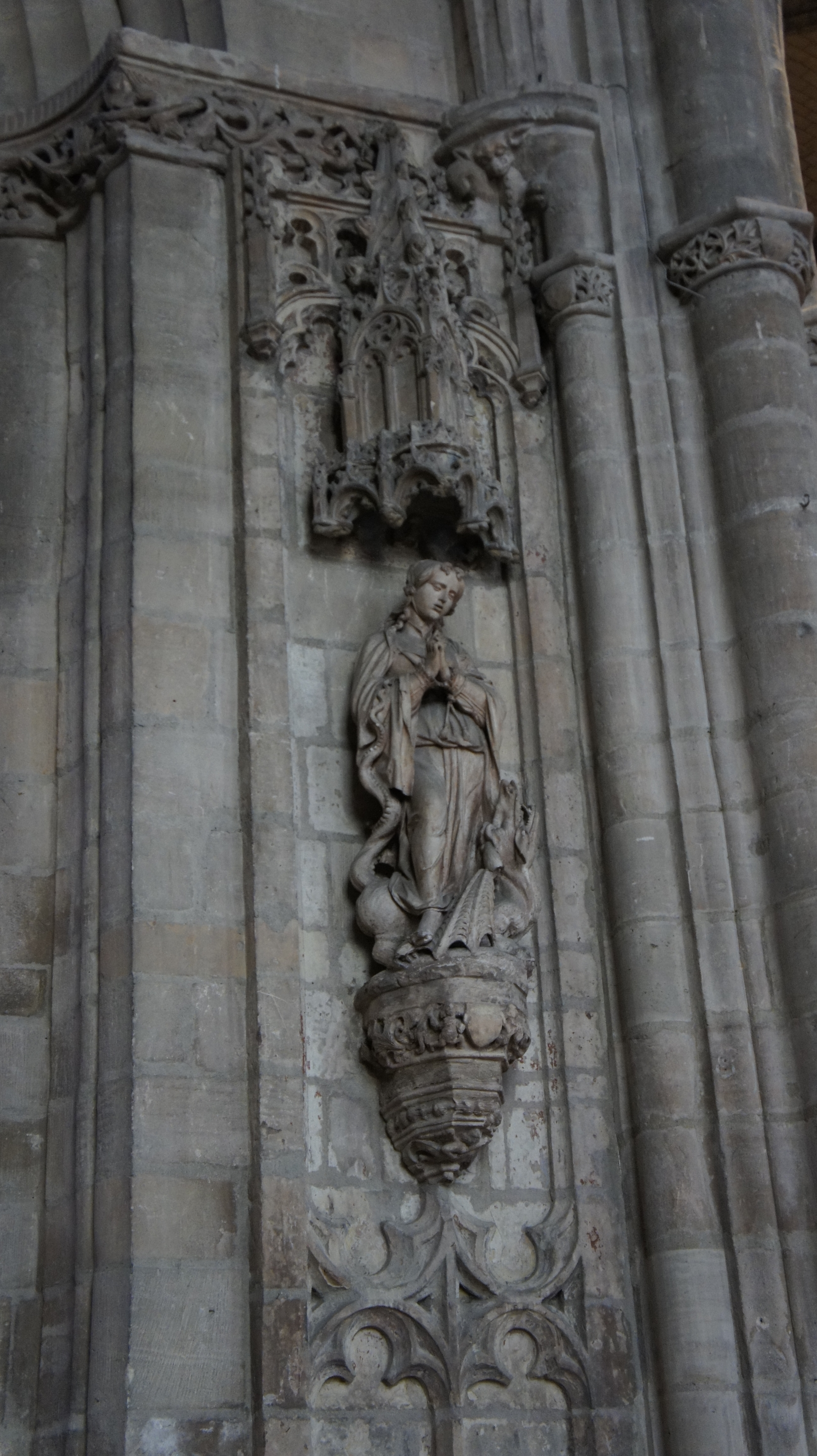
Statue de Marguerite et son dais.
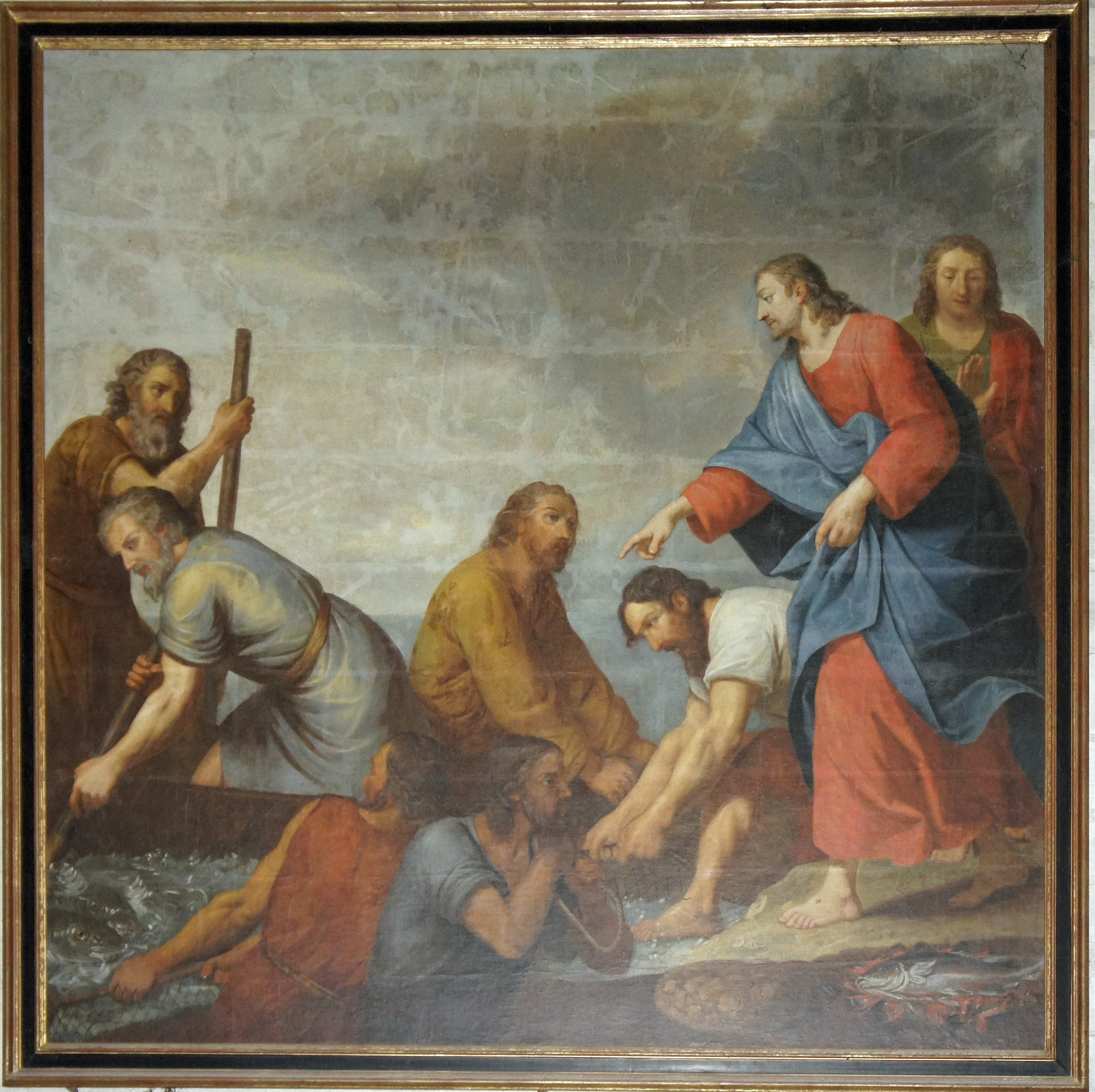
Pêche miraculeuse de Nicolas Wibault.
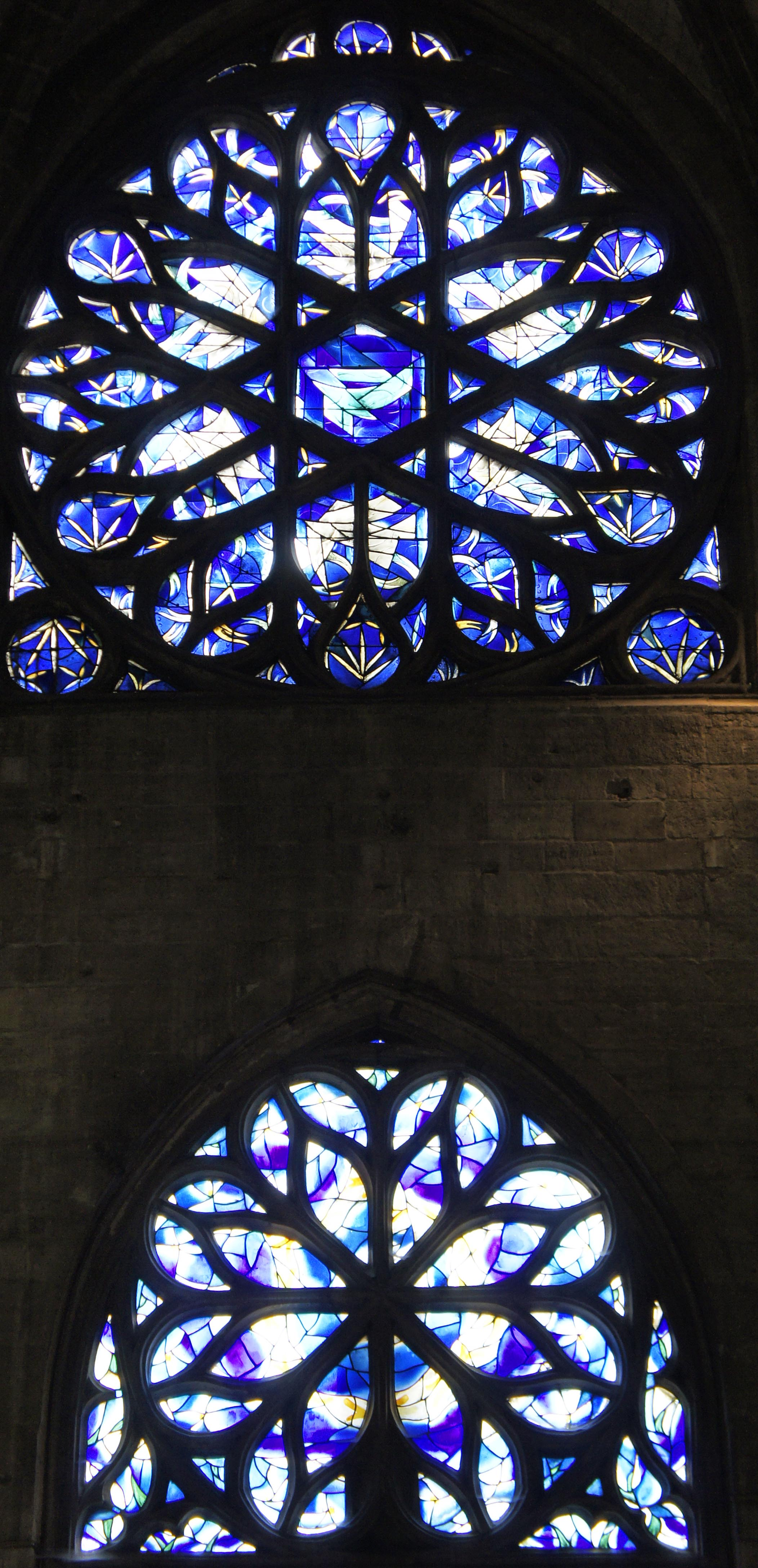
Rosaces.
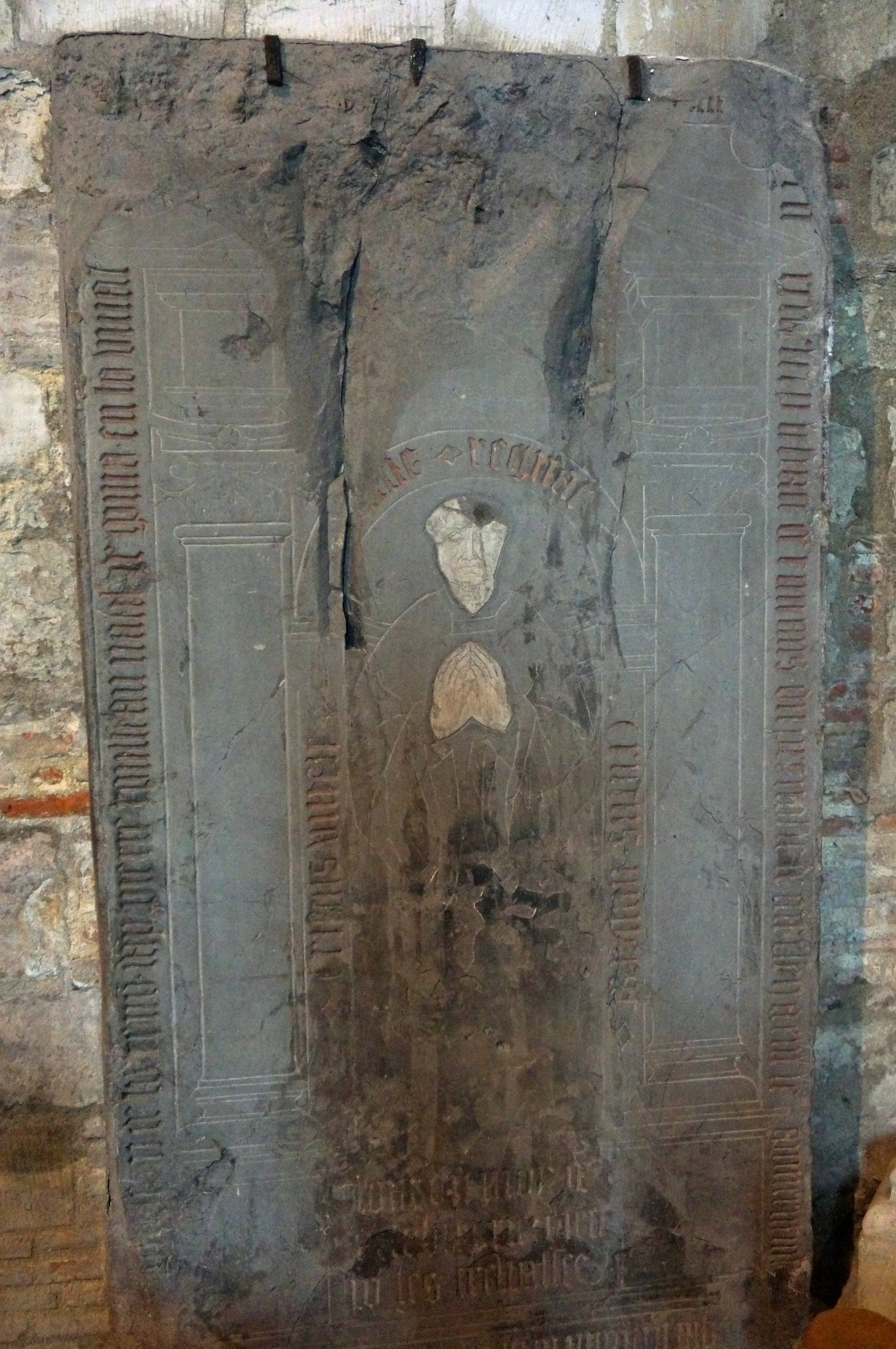
dom Rousseau